# チョロース
チョロース(モンゴル語: Цорос、中国語: 綽羅斯)とは、北元時代のドルベン・オイラト(四オイラト、オイラト部族連合)に属する氏族の一つ。ウイグル帝国の子孫の一派であり、特にモンゴル帝国に征服されたナイマン部の流れをくむと見られる。15世紀以降に隆盛し、ジュンガル部・ドルベト部の支配者を輩出した。

## 概要
『四オイラト史』、『皇輿西域図志』、『西域同文志』といった史書ではチョロース氏の始祖をボー・ハーンとし、その息子ウーリンタイ・バダン太師が小枝に垂れる樹液を吸って育ったことから、小枝が管(Zorros)に見えたことに因んでその子孫はチョロースと呼ばれるようになったと伝えている。また、これらの始祖伝承ではホイト部のヨボゴン・メルゲンの妻とボー・ハーンが密通してウーリンタイが生まれたとされており、このためにチョロースとホイトは異父兄弟を意味するオーロトと総称されるようになった。
14世紀末、オイラト部を始めとするモンゴリア西方の諸部族はアリクブケの子孫であるイェスデルに従ってハーンのトグス・テムルを殺し、イェスデルをハーンとした。この時アリク・ブケ家に従った旧オイラト部(後のホイト部)・旧ケレイト部(後のトルグート部)・旧バルグト部(後のブリヤート部)・旧ナイマン部(チョロース氏)が結集してドルベン・オイラト(四オイラト、オイラト部族連合)を形成した。このような経緯のため、15世紀初頭のドルベン・オイラトにはマフムード、タイピン、バトボラドという三人の指導者がいたが、やがてチョロース氏のマフムード(バトラ丞相)が他の二人よりも上位に立つようになった。マフムードの死後、一時タイピンらが勢力を盛り返したものの、マフムードの息子トゴンがタイピンらを討ち、ドルベン・オイラト唯一の支配者となった。
トゴンの死後、その地位を継いだエセンは全モンゴリアを統一し、やがてハーンを称するに至ったが、部下の叛乱によって殺された。エセンの死後、ドルベン・オイラトによるモンゴリアの統一は瓦解し、チョロース氏の地位も下落した。エセンの地位はその子孫であるオシュ・テムル、ケシク・オロクに引き継がれていったが、ドルベン・オイラトの盟主としての地位は失われたようで、16世紀にはチョロースに代わってホイト部が有力になっていた。
16世紀初頭、モンゴリア東方ではダヤン・ハーンが諸部族を統一しており、16世紀中葉よりその子孫らによるオイラト遠征が行われた。度重なる遠征によってドルベン・オイラトは衰退し、一時はハルハに臣属するまでになったが、これによってホイト部が衰退し再びチョロース氏より分岐したジュンガル部とドルベトが優勢となった。後にジュンガル部はドルベン・オイラト部族連合の盟主となり、清朝と中央アジアの覇権を巡って争うまでに成長した。

## 世系
名前の表記は基本的にガワンシャラブの『四オイラト史』に拠る。#印は『西域同文志』記載の名前。○印は『シラ・トゥージ』記載の名前。
1. #ボー・ハーン…チョロースの始祖
2. #ウーリンタイ・バダン太師…ボー・ハーンの子
3. #○ゴーハイ太尉…ボー・ハーンの子孫
  - #オルルク・ノヤン…？
4. ○バトラ丞相(順寧王マフムード)（#バトラン丞相）…ゴーハイ太尉の子
5. トゴン太師…マフムードの子
6. エセン・ハーン（#エセン・ノヤン）…トゴンの子
7. オシュ・テムル太師(オシュトモイ・ダルハン・ノヤン)（#エスメト・ダルハン・ノヤン）…エセンの子
8. ケシク太師…オシュ・テムルの子
9. ハムク太師…ケシクの子
10. アラガ丞相（○アラハン太師、#アラハ丞相）…ハムクの子
11. オンゴチョ（○オンゴチャ、#オンゴチュ）…アラガの子
12. アビダ・ブリーン・タイシ（○ブラン太師、#ブラ太師）…オシュ・テムルの子
13. ハラ・フラ（○コメチ・ハラ・フラ）…ブリーンの子
14. バートル・ホンタイジ（○ホトクチン・バートル・ホンタイジ）…ハラ・フラの子、ジューンガルの初代ホンタイジ
15. センゲ…バートル・ホンタイジの子
  - ボショクト・ハーン（○ガルダン・ボシクト、#ガルダン）…バートル・ホンタイジの子

諸史料ではオンゴツォ(オンゴチョ)とオンゴルホイという兄弟がいて、オンゴツォの子孫がジュンガルとなり、オンゴルホイの子孫がドルベトとなったと伝えている。しかしこの兄弟の親については史料間の記述が一致せず信用できないものであるため、ドルベトとジュンガルがどのように分岐したかは明らかではない。

## 参考資料
- 岡田英弘『モンゴル帝国から大清帝国へ』藤原書店、2010年